# Ніспорени
Ніспорени (рум. Nisporeni, Ніспорень) — місто в Молдові, центр Ніспоренського району.
Працює етнографічний музей.

## Назва
За однією з версій назва походить від імені Нічипора, за іншою — від піщаної місцевості.

## Географія
Місто розташоване на кількох пагорбах, вздовж річки Нарнова, притоки Пруту, в мальовничій місцевості в західній частині країни, в 70 км від столиці і в 12 км від кордону з Румунією. Має площу 14 км² і щільність 865,2 жителів на км².

## Історія
Перша згадка про поселення у грамоті підписаній правителем Молдови 4 січня 1618 року.
За даними з XVIII століття, у Ніспоренах було 73 будинки. Основним заняттям місцевих жителів землеробство та садівництво. Особливою галуззю було розведення винограду та фруктових садів. Традиційно вирощували пшеницю, кукурудзу та картоплю. Промисловість і економіка була розвинена слабо і пов’язана лише з переробкою сільськогосподарської продукції.
У листопаді 1819 року селі освятили нову місцеву церкву.
У документах Бессарабської губернії 1835 зазначається два села - Верхні і Нижні Ніспорени, пізніше села були об'єднані в одне.
У 1860-х роках село стає центром Ніспоренської волості Кишинівського повіту. У цей час Ніспорени почали активно розвиватися: з'явилося багато вітряних та кінних млинів, понад 300 виноробень, майстерня з виробництва бочок, а на початку XX століття з'явилися телефонна станція та лікарня.
У румунський період Ніспорени були центром однойменного жудеця.
З 11 листопада 1940 року Ніспорени адміністративний центр Ніспоренського району.
16 червня 1967 року село Ніспорени стає селищем міського типу, а на початку 1990-х років набуває статусу міста. У часи МРСР у Ніспоренах діяли підприємства харчової промисловості, цегельний завод.
У 1991 році після виходу Молдавської РСР із Радянського Союзу, знаходиться в незалежній Молдові.
Починаючи з 2002-2003 років, завдяки фінансовим джерелам з-за кордону від мешканців у місті починають розвиватися нові підприємства.

## Населення
В 1974 році населення міста становило 11,8 тис. жителів.
Населення міста зменшилося з 15 700 жителів у 1989 році до 12 113 жителів у 2004 році. Станом 2006 рік у місті проживає 11 319 осіб. близько 98% жителів складають молдавани чи румуни – це один з найвищий показник у країні.
Низькі доходи та відсутність роботи змусили багатьох людей працювати за кордоном, викликавши потужну міграцію (до Італії, Португалії, Греції тощо), особливо висококваліфікованих людей. До цього явища додається низька народжуваність. Таким чином, найбільшою проблемою міста є зменшення чисельності населення з акцентуванням тенденцій де-урбанізації. Проблема посилюється тим, що багато сімей, які виїжджають, забирають із собою дітей, повернення яких у рідне місто є малоймовірним.

## Економіка
У Ніспоренах працює низка підприємств.
- Завод з виробництва винних та інших алкогольних продуктів.
- Підприємство з виробництва взуття.
- Підприємство з виробництва туристичного продукції.

## Спорт
У місті діє футбольний клуб Сперанца Ніспорени, а також секція боротьби, молодіжно-спортивний центр.

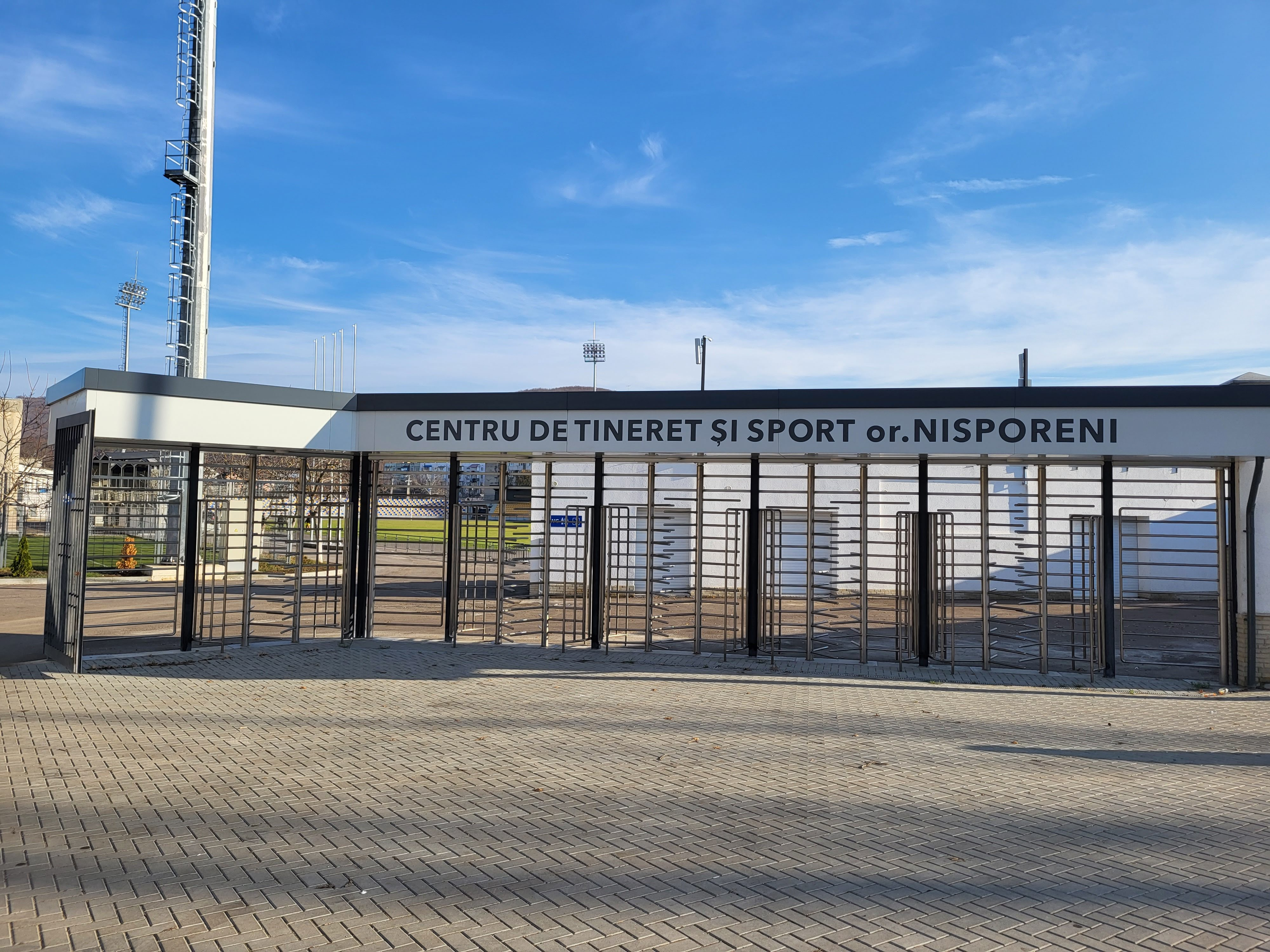
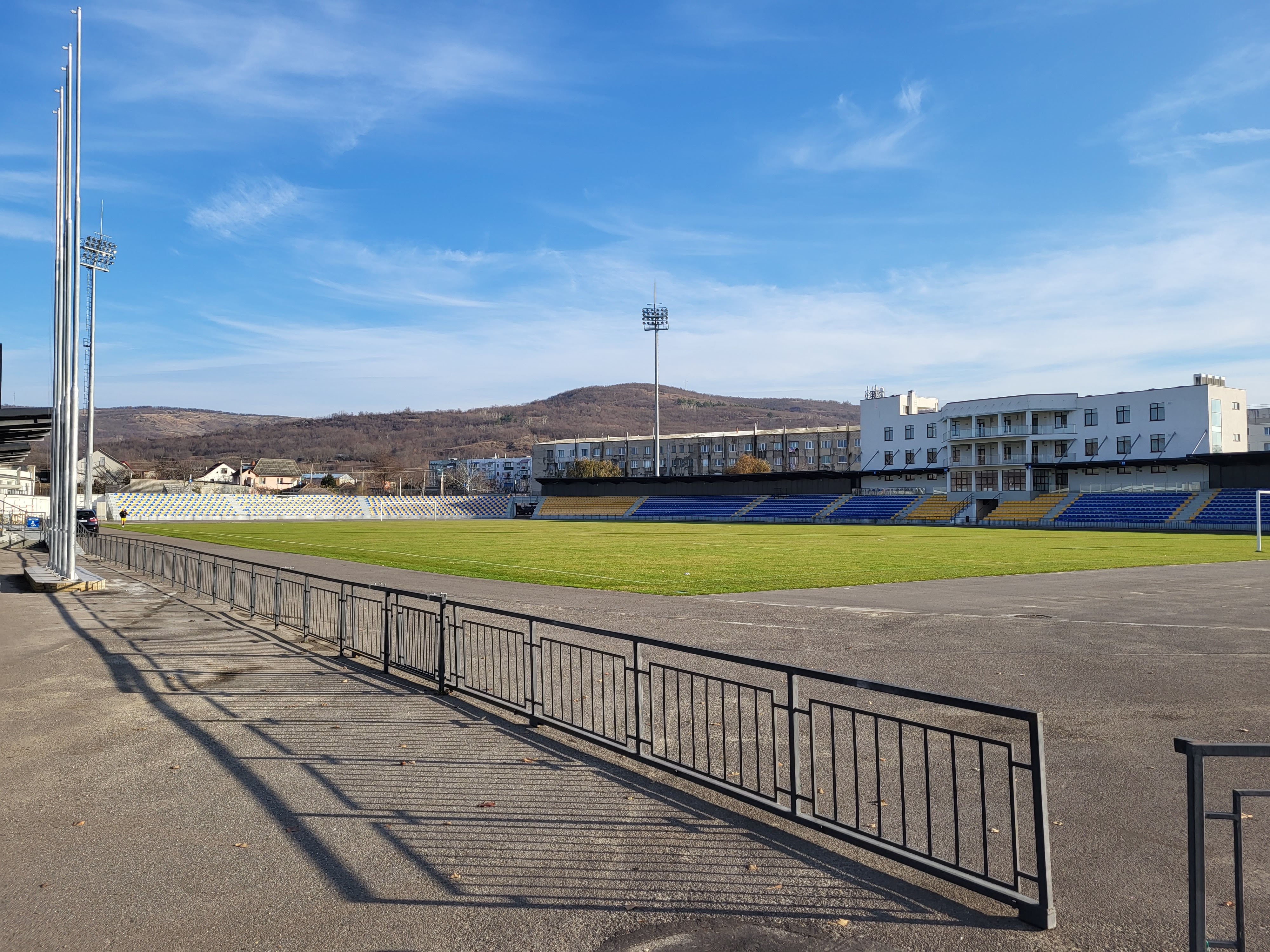
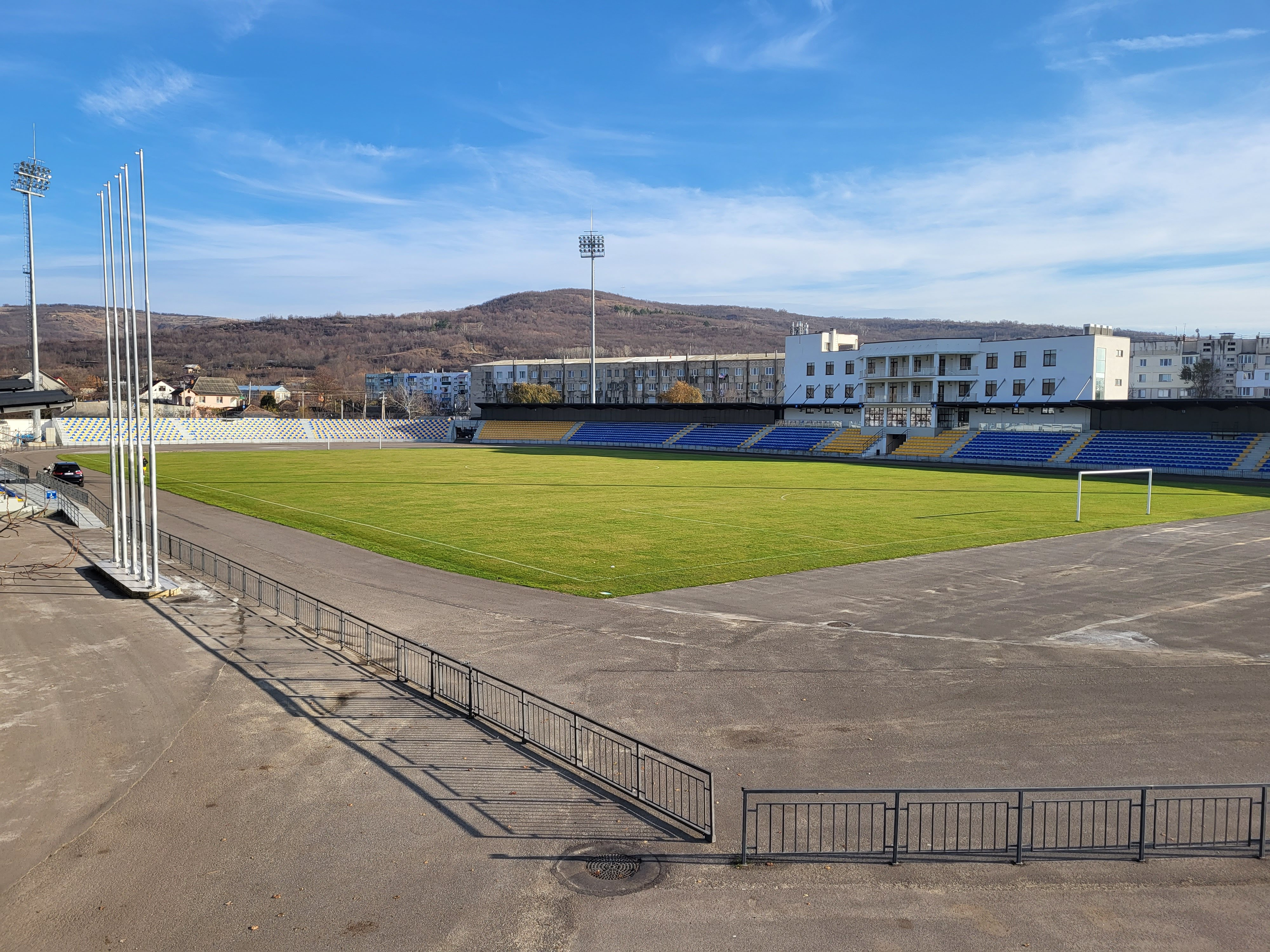
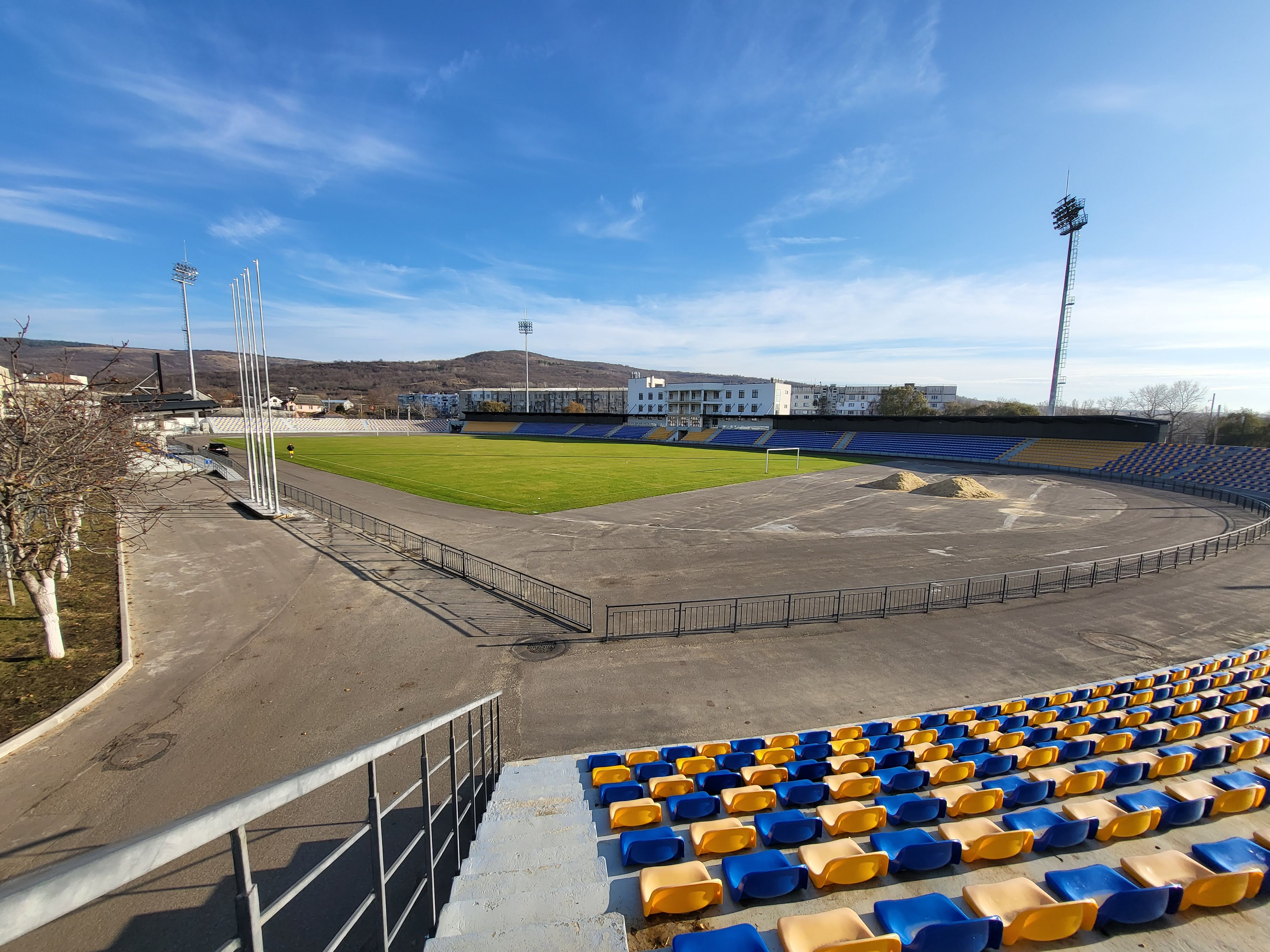

## Міста-побратими
Ніспорени є побратимом з:
- Лугож, Румунія

## Відомі люди
- Тудор Збарня — молдовський художник.
- Ігор Урсенко — румунський поет, сценарист, культуролог, педагог, політолог і перекладач-поліглот.
- Флоря Віра Іллівна — громадська діячка, кандидат педагогічних наук.
- Віталій Пирлог — молдовський політичний діяч.
- Вольман Ісаак Соломонович — російський юрист, автор робіт в області юриспруденції.
- Гуйдя Анатолій Іларіонович — болгарський і молдовський борець вільного стилю, срібний призер чемпіонату світу, переможець, дворазовий срібний та триразовий бронзовий призер чемпіонатів Європи, учасник Олімпійських ігор.
- Гуйдя Іван Іларіонович — молдовський і румунський борець вільного стилю, дворазовий бронзовий призер чемпіонатів Європи, переможець міжнародних турнірів, учасник Олімпійських ігор.

## Пам'ятники
У 2020 році поставлено бюст румунського короля Фердинанда I. Автор молдавский скульптор В'ячеслав Жиглицький

## Світлини

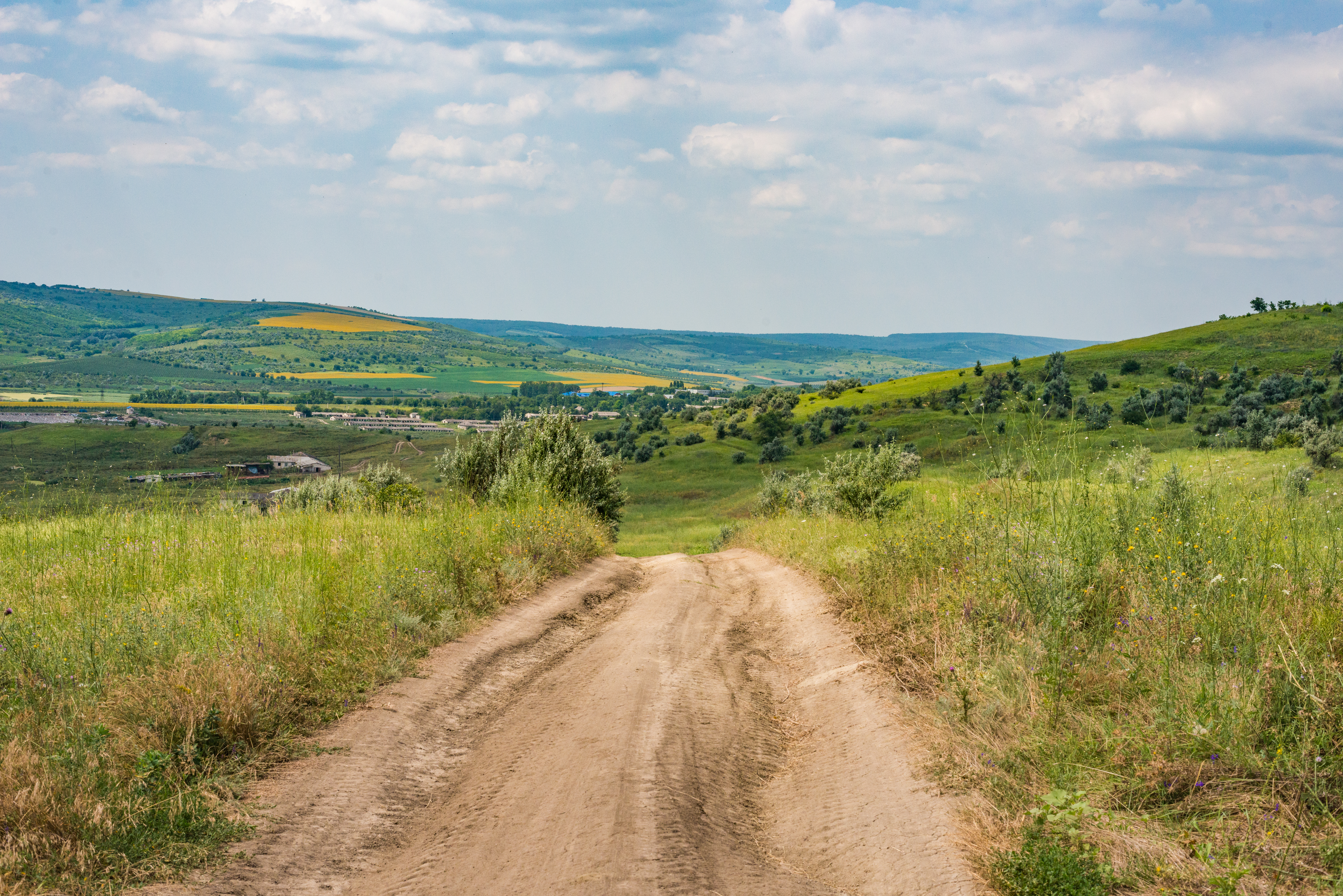
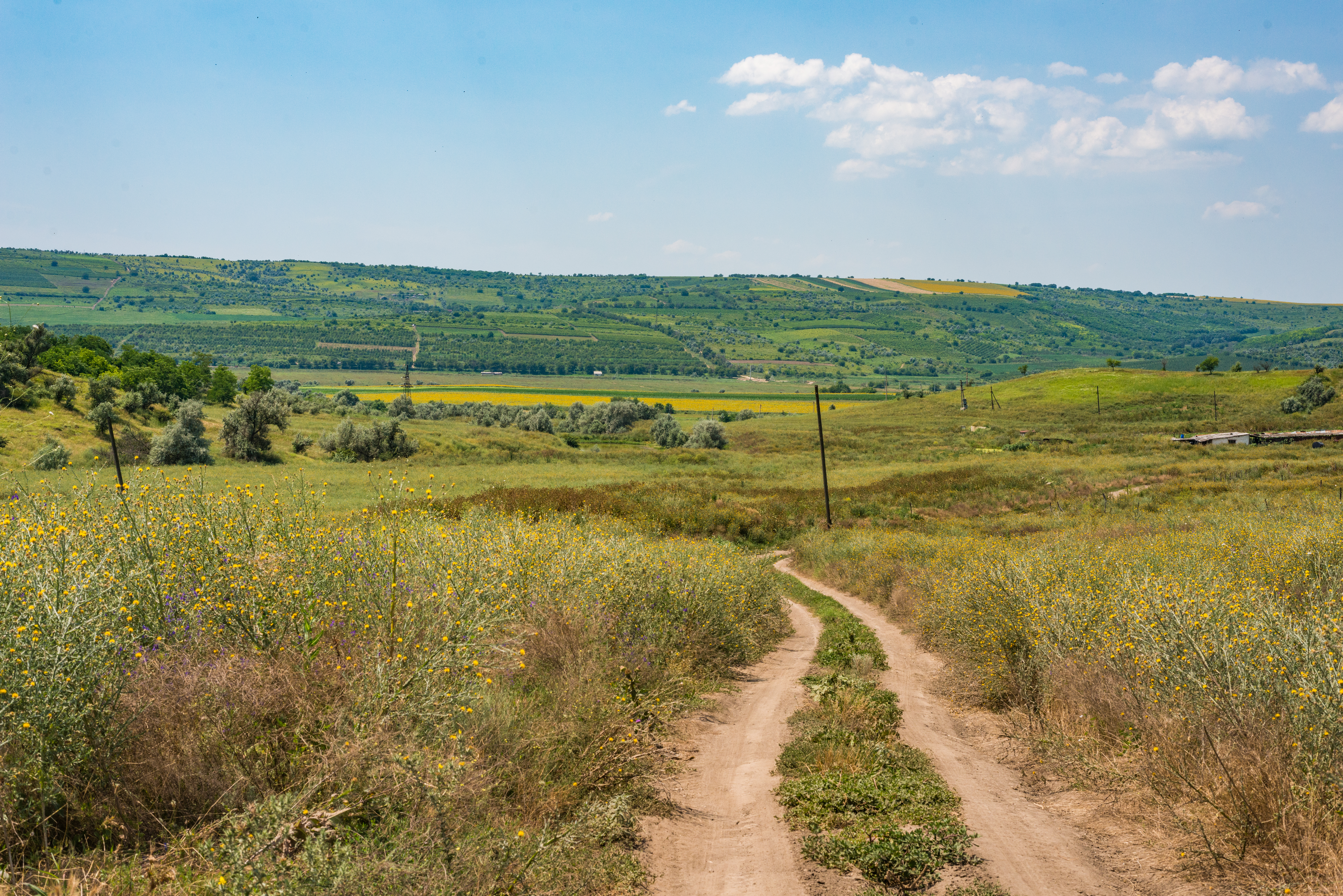
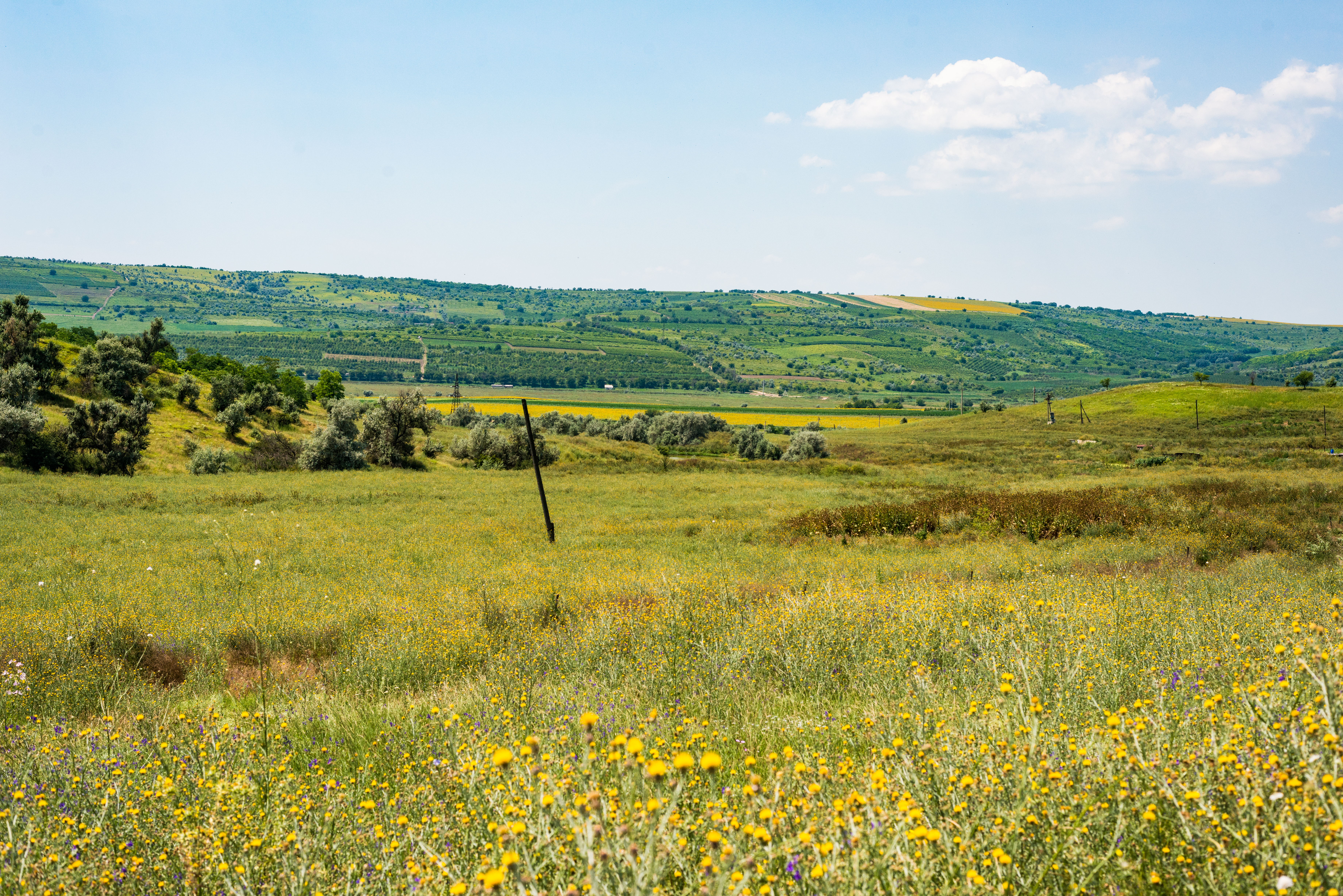
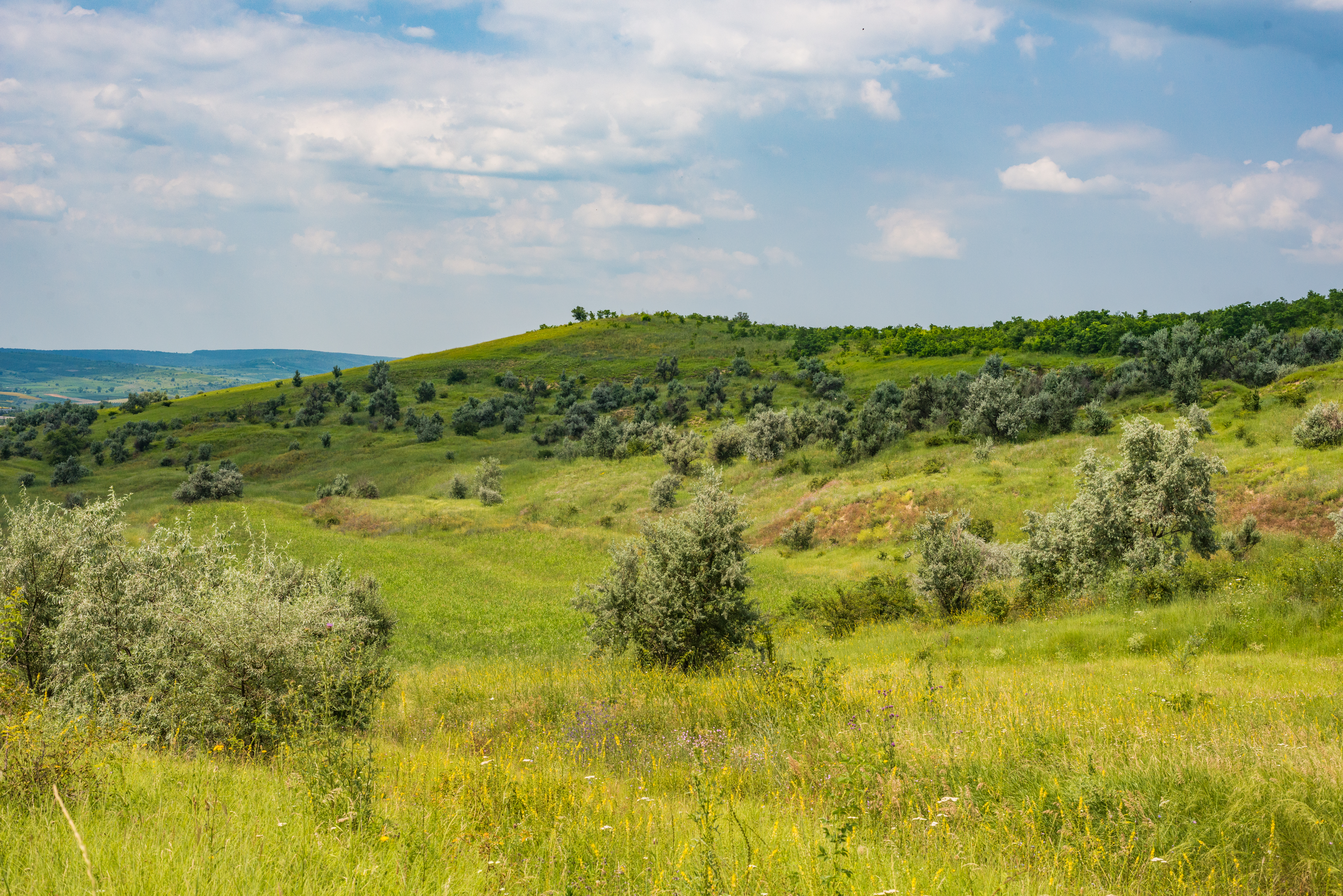
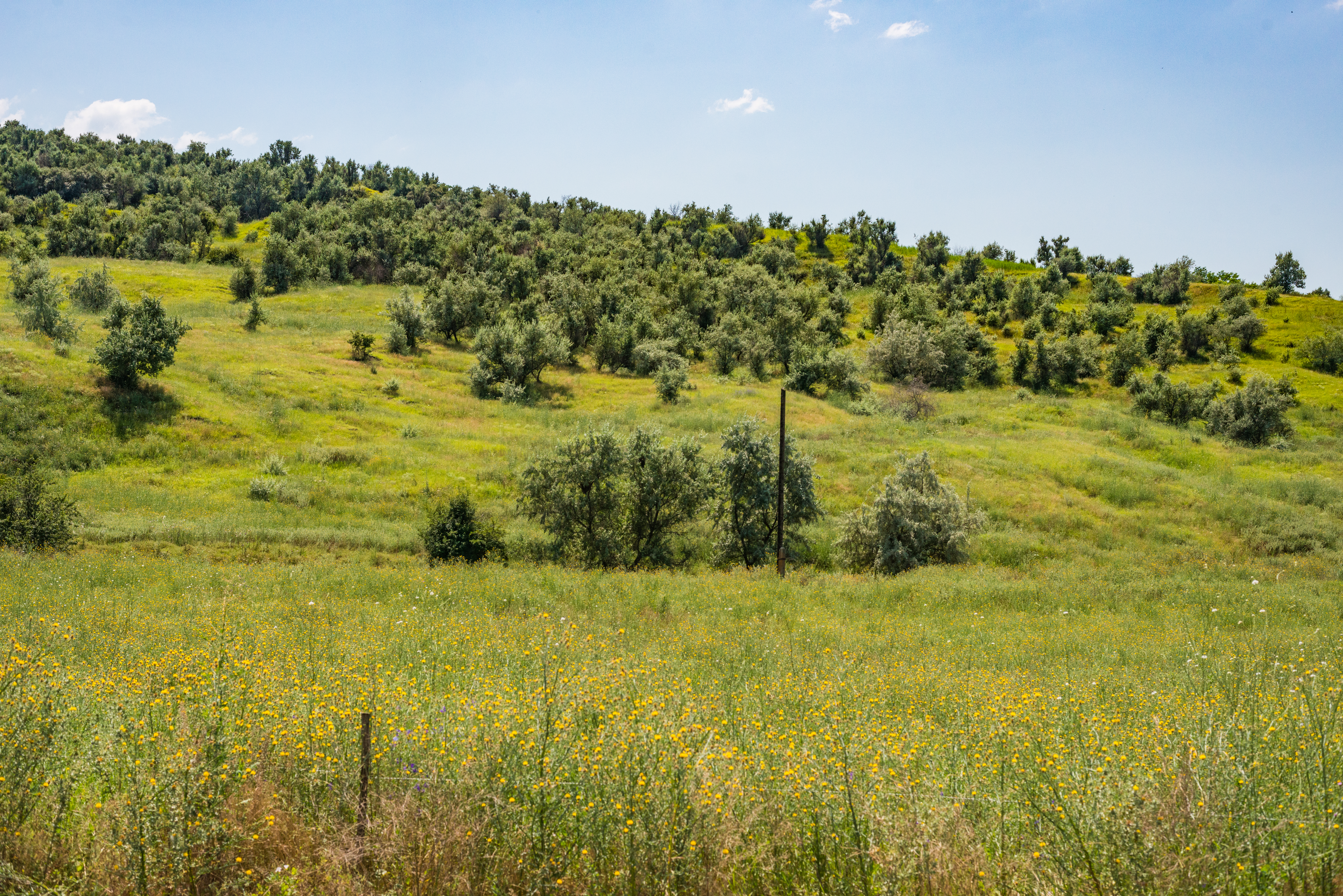
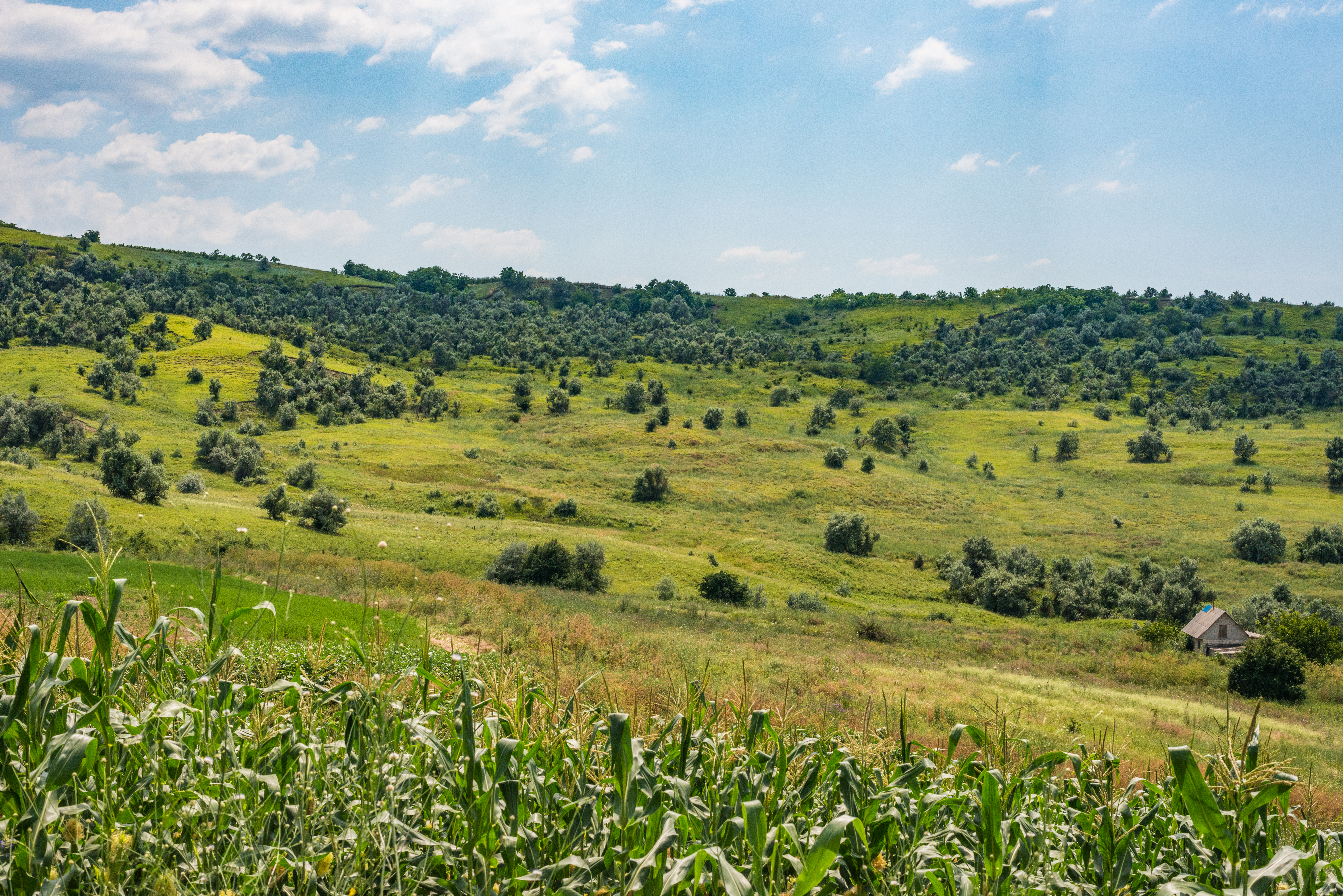
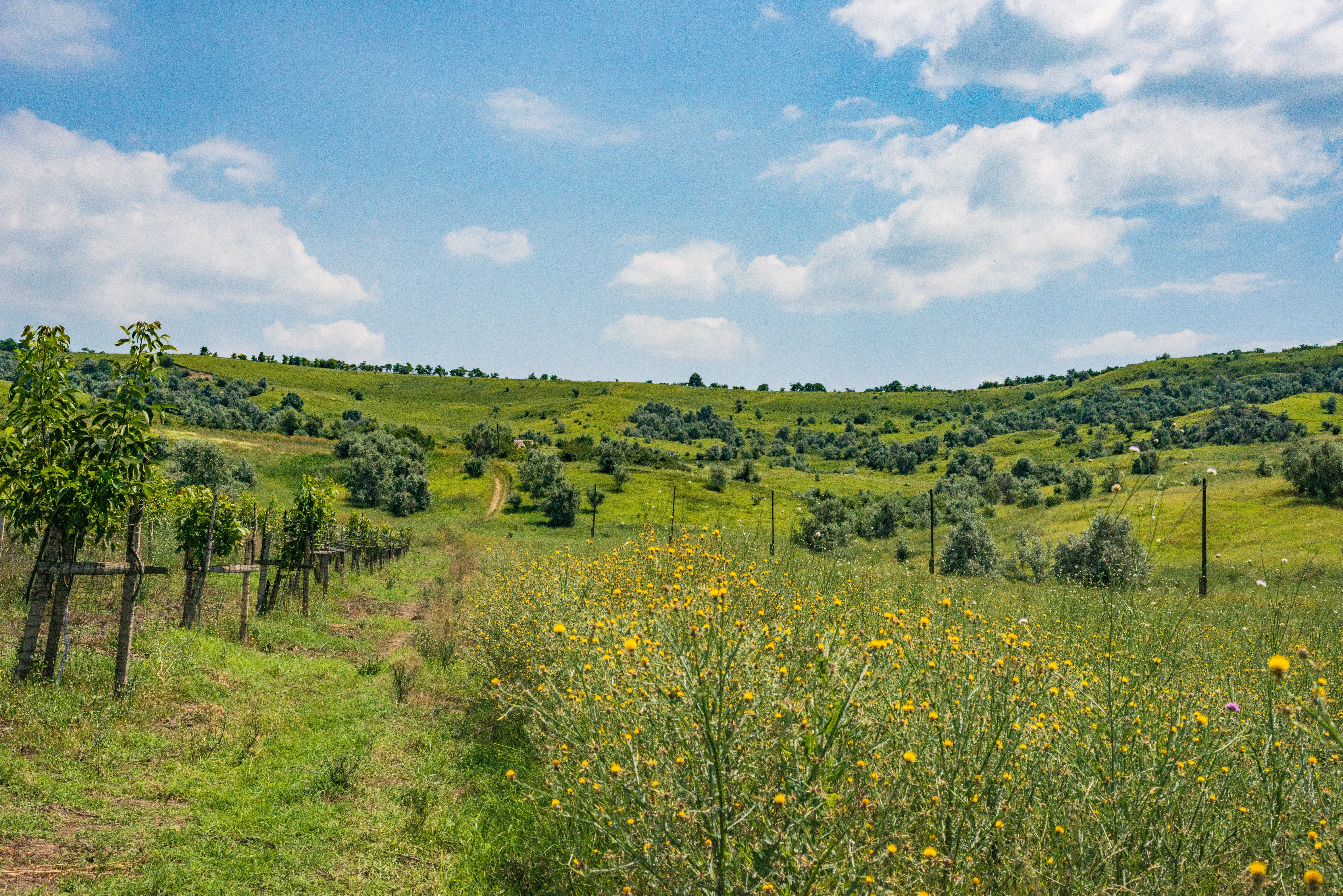